# Arch Hurd
Arch HurdはArch Linuxをベースとしながら、LinuxカーネルをGNU Hurdシステムに置き換えたOSである。
Arch Hurdプロジェクトは2010年1月にArch Linuxフォーラムのスレッドで始まった。
その後数週間で多くの協力が集まり、仮想マシンで動かすことに成功した。
そして、Arch Linuxライクユーザー環境（BSDのような初期化システム、i686アーキテクチャに最適化されたパッケージ、pacmanパッケージ管理システム、ローリングリリース、そしてKISSセットアップ）をGNU Hurd上で実用に耐えるものを提供することに焦点が絞られた。
この開発チームは小さく、実PC環境での動作、Webサーバ向けのすべての基本的なパッケージ、グラフィカルなLiveCDなどの開発状況はほぼプロジェクト始動当初から進んでいない。
2011年1月、Arch Hurdはデバイスドライバ環境 (DDE) を統合することに成功したと発表した。

## 参照
- GNU Hurd
- ArchLinux
- Hurd
- Debian GNU/Hurd